# تیپ ۱۲ نقب
تیپ ۱۲ نقب (انگلیسی: Negev Brigade) تیپ ۱۲ نگب یا تیپ نقب یک تیپ پیاده‌نظام ذخیره از نیروی زمینی اسرائیل تحت امر لشکر ۲۵۲ سینا است، که در ابتدای جنگ اعراب و اسرائیل در سال ۱۹۴۸ تأسیس شد و در این جنگ حضور داشت.
این تیپ در مارس ۱۹۴۸ با ۲ گردان، دوم و هشتم، راه‌اندازی شد. گردان هفتم در ماه آوریل ایجاد شد و گردان نهم، آخرین گردان از چهار گردان تحت امر تیپ ۱۲ نقب بود که فعالیت خود را آغاز کرد. اسرائیل جلیلی، رئیس ستاد هگانا و ایگال آلون، فرمانده پالماخ و ناخوم ساریگ از فرماندهان این تیپ بودند.